# Му'азу
Му'азу Ахмаду дан Белло (*1816 — 26 вересня 1881) — султан Сокото в 1877—1881 роках.

## Життєпис
Четвертий син султана Мухаммада Белло та Аїши бінт Умар аль-Камму. Народився 1816 року в Сокото, де промешкав більшу частину життя, ставши першим хто не керував рібатом (фортецею). 1877 року після смерті брата після запеклої боротьби стає новим правителем держави.
Стикнувся з Бава, еміром Гобіру, що захопив важливе місто Сабон Бірні. Спроби його відвоювати виявилися марними. Це стало додатковим ударом по авторитету центрального уряду. Помер Му'азу 1881 року. Йому спадкував небіж Умару дан Алі Бабба.